# Teatro studio Valeria Moriconi
Il teatro studio Valeria Moriconi è il secondo teatro della città di Jesi (AN).

## Storia
Il teatro studio inaugurato nel maggio 2002 ha sede nei locali dell'ex-chiesa che fin dal XII secolo era dedicata a san Floriano, compatrono della città. All'interno di essa vi si sono tenute le più importanti cerimonie pubbliche tra cui, il 4 maggio di ogni anno, la presentazione del Palio da parte dei Castelli di Jesi in segno di sottomissione alla città.
All'interno vi erano alcune opere del pittore Lorenzo Lotto: la Deposizione del 1512, il Trittico dell'Annunciazione del 1527 e la Pala di santa Lucia del 1532, ora conservate nella pinacoteca civica. Rispetto alla struttura originale, nel 1743 la chiesa andò incontro a profonde modifiche che le diedero la forma a pianta centrale, con grande cupola a base ovale, profonda abside emicicla e due cappelle principali con volta a tutto sesto. Gli affreschi della cupola, raffiguranti le Storie di san Francesco, sono opera del pittore jesino Luigi Mancini.
La chiesa fu sconsacrata dopo il 1860 e divenne sede della biblioteca e pinacoteca comunali. Le decorazioni tardo barocche creano una sorta di scenografia permanente. La progettazione del nuovo allestimento per il teatro studio è stata affidata all'architetto milanese Italo Rota. Il 15 novembre 2005, il teatro studio è stato dedicato alla scomparsa attrice jesina Valeria Moriconi nel giorno del suo compleanno.